# خواطر 7
برنامج خواطر 7 برنامج شبابي تثقيفي وترفيهي من تقديم أحمد الشقيري تم عرض الموسم السابع منه في رمضان عام 1432 هـ الموافق 2011م. بمحتوى نوعي جديد وبقالب متنوع ومتجدد والذي تجوب عدسته هذه المرة بين عدة بلدان أوروبية وآسيوية وعربية. وبكلمة شوزوملار - التي تعني الحلول باللغة التركية - يلخص أحمد الشقيري معد ومقدم برنامج خواطر الموسم السابع الذي يصفه على أنه:«موسم الحلول والمشاريع العملية.»
بدأ التحضير لخواطر 7 بعد رمضان والتصوير بدأ في نوفمبر 2010م واستمر 6 أشهر بإجمالي ألف ساعة تصوير وبقي فريق التصوير والإعداد أربعة أشهر كاملة خارج المملكة. فقد تم تصوير حلقاته في عدد من البلدان هي فنلندا والدانمارك والنروج وتركيا والصين والمملكة العربية السعودية والإمارات العربية المتحدة وقطر ومصر للاستفادة من تجارب تلك الدول في القضايا التي عمل البرنامج على معالجتها وإيجاد الحلول التطبيقية لها.
وجاء الشقيري في برنامجه هذا العام واضعاً عنواناً وصفه بعض النقاد بالمضحك ألا وهو (سنة الحلول لمشاكل العالم العربي). أوضح الشقيري أن خواطر 7 يأتي في موسم حساس في المنطقة العربية لافتاً إلى أن البرنامج هذا العام لم تكن به مقارنات وكان التركيز كله على طرح وعرض حلول مختلفة في مجالات الحياة المختلفة على كافة المستويات.
وأضاف الشقيري أنه بدأ الإعداد للبرنامج في أكتوبر عام 2010م وكان مخططًا له أن يركز على قضية التعليم فقط إلا أن فريق الإعداد وجد أن هذه القضية قد تكون مملة للجمهور خاصة مع تناولها على مدار 30 حلقة ما دفعهم إلى التفكير في موضوعات أخرى كالمرور والمحاكم والازدحام والسكن. ودعمت الأحداث التي شهدتها المنطقة العربية هذا التوجه خاصة أن أحداث المنطقة العربية كانت تبحث عن الحياة الكريمة فكان 60% من حلقات البرنامج تتركز حول فكرة الحياة الكريمة و 40% ركزت على قضايا التعليم.

## محتوى البرنامج
طالب الشقيري بحقوق الطالب في مدرستة ابتداء من وزن الحقيبة المرعب نهاية بسرعة الأمن والسلامة في الفصول وطالب بضرورة تواجد العيادة المدرسية في كل مدرسة فهو حق للطالب والطالبة معاً وطالب بوجوب توفير أماكن مخصصة ومهيئة للألعاب الرياضية ولم يفتري على الأمة العربية والإسلامية عندما طالب بالانضباط في مواعيد المحاكم والعمل على رفع الخدمات المقدمة للمواطن والمقيم.

### مميزات
يعتبر أكثر من مجرد برنامج فهذه هي السنة السابعة لإذاعة البرنامج وفي كل سنة يكون الهدف واحد وهو الإحسان في كل عمل يقوم به المسلمين في حياتهم. وأكثر ما يميز البرنامج أنه ليس فقط كلام ملقى يحفز النفس ولكن ينصح الشقيري المشاهدين إلى أماكن من الواقع التي حرص مواطنيها وحكامها على حفظ حقوق الإنسان في كل نواحي الحياة. فالسنة الماضية شاهد العرب ما وصلت إليه اليابان وكانت صدمة عندما قارنها الشقيري بحال العرب الذي هم عليه الآن. ولكن هذه السنة يشاهد المشاهد العربي حلولً تطبيقية تنفذ في أماكن مختلفة من العالم.

### هدف البرنامج
جاءت فكرة البرنامج لهذا الموسم بعمل مقارنات مع نماذج لدول ناجحة ومع دول العربية وبقدر ما كانت المقارنات موجعة كان ثمة أمل بأن هنالك حلول الكلمة التي رددها الشقيري في كل حلقة وهو يؤكد أنه يقترح حلولاً لا يفرضها فنجده يختار النموذج التركي مبيناً أسباب نهوضه وتطوره العلمي والتقني والاقتصادي فيسلط الضوء على اهتمام الدولة التركية بوقت المواطن واستثمار الوقت للإنتاج لا لإضاعته من خلال ابتكار باصات صغيرة تسير وفق نظام معين يمر بكل مناطق إسطنبول وبأسعار زهيدة رغم حداثتها وجودتها وتجهيزها بكل مستلزمات الراحة.
وحين عمل الشقيري مقارنة بسيطة مع رفيقه الذي قرر أن ينطلق بسيارته لوجهه محددة بسيارته الشخصية فيما انطلق هو بهذه الحافلات ليعرف فارق الوقت بين وسيلتي النقل اكتشف الفرق الكبير بين الوسيلتين فقد وصل صاحبه بعد ساعات من وصوله للنقطة المحددة. من هذه التجربة البسيطة تم استنتاج أن هذه الباصات الصغيرة ساهمت مساهمة إيجابية فاعلة في ترشيد الوقت والمال للمواطن التركي فيما أثبتت التجربة ذاتها أن استخدام السيارات الخاصة أهدار للوقت والمال والأعصاب أيضاً.
ويعود ليستعرض تكلفة مشروع الباصات الصغيرة من الألف إلى الياء وفي استعراضه دعوة للجميع بتطبيق هذا النظام رأفة بأوقات المسلمين المهدورة عبثاً وأعمارهم المراقة على أرصفة الانتظار وفي تجربة عملية أخرى اتخذ نموذج التجربة النهضوية الصينية مبيناً أهمية الرياضة لدى طلبة المدارس ودورها في حياتهم الدراسية والعملية والنفسية وأثرها على نهضة البلاد في الجانب الرياضي مبيناً في جدول إحصائي كيف وصلت الصين إلى المراتب الأولى في المسابقات العالمية لتأخذ الكأس بعد سنوات من التخطيط والتدريب كانت لبناتها وخطواتها الأولى من المدرسة. ويعود ليقارن بنموذج عربي مصوراً حديقة المدرسة المهملة المخصصة لدرس الرياضة الذي يكون عادة درساً مهمشاً لايمتلك حضوراً حقيقياً فاعلاً في حياة الطلبة فيقوم الشقيري مع أصدقائه بإعادة تأهيل هذه الساحة المهملة لتكون ملعباً نظامياً يتسابق فيه الطلبة في نهاية الحلقة كاشفاً عن مواهب حقيقية في اللعب وفي التعليق الرياضي الاحترافي ويضاف إلى ذلك تحويل الرياضة إلى درس تربوي أخلاقي من خلال تعليمهم الروح الرياضية التي تحول الخسارة إلى فوز.
لايكتفي الشقيري بالجانب التعليمي فيتعداه إلى جانب آخر وهو جانب تعاملات نقل الملكية وهذه المرة يأخذ النموذج التركي مع نموذج عربي ناجح ينافس الدول المتقدمة وهو إمارة دبي فيعمل مقارنة في الإجراءات والوقت الذي تستغرقه عملية نقل الملكية ولا نجد فارقاً كبيراً بين النموذجين فكلاهما ينتهجان منهجاً واضحاً ويحملان شعاراً واحداً وهو إن إرضاء الآخرين غاية تدرك وهذا ماجاء على لسان مدير دائرة نقل الملكية في دبي وبوضوح من خلال معاملة أنجزت في عشرون دقيقة فقط.
ما زال البرنامج يعرض مبيناً معاناة بلدان المسلمين المتأخرة واضعاً حلولاً ومقترحات عملية تؤكد أنه ليس من المستحيل أن يطبق نموذجاً ناجحاً للنهوض بهذا الواقع الذي لايليق بالعرب والمسلمين. خرج برنامج خواطر من الشاشة ليكون مشروعاً نهضوياً تعبوياً حقيقياً يقود بخطوات واضحة إلى نهضة حقيقية. وعن إمكانية تحضيره جزءًا ثامنًا من الخواطر أوضح الشقيري أنه لا يعرف وأن الأمر كله يتوقف على مدى امتلاكه فكرة جديدة من عدمه وأنه لا يحبذ الوجود الإعلامي وحده.

## إنتقادات

### مملكة المغرب

لقطة شاشة من صفحة أحمد الشقيري على الفيس بوك, تظهر توضيحه باسلوبه.

كان برنامج الشقيري قد تعرض لانتقادات حادة من طرف المغاربة لبتر المغرب عن صحرائه، أثناء بث إحدى الحلقات، وهو ما جعل فريقاً من الهاكرز المغاربة المعروفين باسم قوات الردع المغربية يخترقون موقع البرنامج احتجاجاً على هذا البتر، ليأتي توضيح الشقيري لينهي الاحتجاج الذي طال برنامجه.
اعتذر أحمد الشقيري عن إساءته للمغاربة عندما عرض خريطة المغرب وهي مبتورة من صحرائه، ووجد الشقيري نفسه أمام سيل من الانتقادات الموجهة إليه من الناشطين المغاربة ومتابعي برنامجه من الشباب، ينتقدون فيه بتر الصحراء المغربية من خريطة المغرب، بعد أن تم اختراق الموقعة الرسمي من طرف فريق الهاكرز المغربي المعروف بـ «قوات الردع المغربية».
ونشر الشقيري توضيحًا واعتذارًا عبر صفحته الرسمية على فيس بوك قال فيه توضيح: كثرت الاستفسارات من أعزائي في المغرب حول خريطة العالم العربي التي وضعت في إحدى حلقات خواطر، وأود توضيح أن الخريطة كانت مبتورة بسبب خطأ غير مقصود من فريق الجرافيكس في القاهرة ولم يتم التنبه إليها، وأوضح أن وضع الخريطة بهذا الشكل لم يكن المقصود به أي موقف سياسي، مؤكدًا أن برنامج خواطر لم يكن يومًا برنامجًا سياسيًا.
وتمكن فريق الهاكرز المغربي المعروف بقوات الردع المغربية من اختراق الموقع الرسمي لمقدم برنامج خواطر لشهر رمضان 2011 بعد أن تم نشر خريطة المملكة المغربية ناقصة في أكثر من حلقة من البرنامج، مما دفع فريق الهاكرز إلى مراسلة الشقيري بالأمر على صفحته بالموقع الاجتماعي الفايس بوك لتغيير خارطة المغرب لكن دون جدوى، وهو ما جعل الهاكرز المغاربة يخترقون السيرفر الذي يأوي موقعه بأكمله، في حدود ساعة و 50 دقيقة من صباح الجمعة 19 من غشت، مع وضع رسالة تقول: حلقة اليوم من برنامج خواطر، القرصنة في خدمة الوطنية.
من جهتهم أقدم الهاكرز على اختراق موقع الإعلامي ردا على على ما أسموه بتر خريطة المغرب وتأخر الشقيري في الاعتذار للمغاربة، وترك المقرصنون توقيعهم على موقع الشقيري تحت عبارة هذه خريطة أحفاد طارق بن زياد، وعبارة أخرى موجهة لصاحب الموقع تدعوه إلى قراءة جغرافية الوطن العربي قبل جغرافية الصين واليابان.
وحذر الهاكرز مقدم البرنامج من التمادي في إعادة نشر خريطة المغرب ناقصة من صحرائها، وطالبوه باعتذار رسمي للشعب المغربي قبل أن يقدم فريق القراصنة على نسف جميع مواقعه التي يبرمج لتأسيسها في الشهر المقبلة تحت شعار: خطوة نحو بناء مجتمع القراءة والعمل التطوعي، وكانت مجموعة الهاكرز التي تطلق على نفسها قوات الردع المغربيي قد قامت خلال هذا الشهر باختراق العديد من المواقع المعادية للمغرب، أهمها وكالة أنباء ما يسمى بجبهة البوليزاريو ومواقع رسمية جزائرية، وكذا مواقع إسبانية معادية للمغرب.

## قائمة الحلقات
| رقم الحلقة في البرنامج | رقم الحلقة في الموسم | عنوان الحلقة                | تاريخ البث لأوّل مرة           |
| ---------------------- | -------------------- | --------------------------- | ----------------------------- |
| 182                    | 1                    | «باسم الله نبدأ»            | 1 رمضان 1432 - 1 أغسطس 2011   |
| 183                    | 2                    | «الشعب يريد عيادة»          | 2 رمضان 1432 - 2 أغسطس 2011   |
| 184                    | 3                    | «الوقت كالسيف»              | 3 رمضان 1432 - 3 أغسطس 2011   |
| 185                    | 4                    | «كأسنان المشط»              | 4 رمضان 1432 - 4 أغسطس 2011   |
| 186                    | 5                    | «فإنها لا تعمى الأبصار»     | 5 رمضان 1432 - 5 أغسطس 2011   |
| 187                    | 6                    | «العدل أساس الملك 1»        | 6 رمضان 1432 - 6 أغسطس 2011   |
| 188                    | 7                    | «العدل أساس الملك 2»        | 7 رمضان 1432 - 7 أغسطس 2011   |
| 189                    | 8                    | «الطالب»                    | 8 رمضان 1432 - 8 أغسطس 2011   |
| 190                    | 9                    | «كل بني آدم خطّاء»           | 9 رمضان 1432 - 9 أغسطس 2011   |
| 191                    | 10                   | «ولجسدك عليك حق»            | 10 رمضان 1432 - 10 أغسطس 2011 |
| 192                    | 11                   | «شزوملار»                   | 11 رمضان 1432 - 11 أغسطس 2011 |
| 193                    | 12                   | «ماذا وكيف تأكل في المدرسة» | 12 رمضان 1432 - 12 أغسطس 2011 |
| 194                    | 13                   | «حلول في السلامة»           | 13 رمضان 1432 - 13 أغسطس 2011 |
| 195                    | 14                   | «الحكومة في خدمة الشعب»     | 14 رمضان 1432 - 14 أغسطس 2011 |
| 196                    | 15                   | «ما هو المستحيل ؟»          | 15 رمضان 1432 - 15 أغسطس 2011 |
| 197                    | 16                   | «التكنلوجيا في خدمة الشعب»  | 16 رمضان 1432 - 16 أغسطس 2011 |
| 198                    | 17                   | «عجيبة»                     | 17 رمضان 1432 - 17 أغسطس 2011 |
| 199                    | 18                   | «مدرسة غير»                 | 18 رمضان 1432 - 18 أغسطس 2011 |
| 200                    | 19                   | «مواطن راكب دراجة»          | 19 رمضان 1432 - 19 أغسطس 2011 |
| 201                    | 20                   | «خارج المدرسة»              | 20 رمضان 1432 - 20 أغسطس 2011 |
| 202                    | 21                   | «لسه شباب»                  | 21 رمضان 1432 - 11 أغسطس 2011 |
| 203                    | 22                   | «حلول في البيئة»            | 22 رمضان 1432 - 22 أغسطس 2011 |
| 204                    | 23                   | «أشركني وسوف أفهم»          | 23 رمضان 1432 - 23 أغسطس 2011 |
| 205                    | 24                   | «حلول منوعة»                | 24 رمضان 1432 - 24 أغسطس 2011 |
| 206                    | 25                   | «فينا خير»                  | 25 رمضان 1432 - 25 أغسطس 2011 |
| 207                    | 26                   | «مكتبة لكل مدرسة»           | 26 رمضان 1432 - 26 أغسطس 2011 |
| 208                    | 27                   | «حكومة الطفل»               | 27 رمضان 1432 - 27 أغسطس 2011 |
| 209                    | 28                   | «حلول لم تُعرض»              | 28 رمضان 1432 - 28 أغسطس 2011 |
| 210                    | 29                   | «شكراً»                      | 29 رمضان 1432 - 29 أغسطس 2011 |
| 211                    | 30                   | «المعلم»                    | 30 رمضان 1432 - 30 أغسطس 2011 |

## الوصلات الخارجية
- صفحة برنامج خواطر 7 على موقع إم بي سي. (الصفحة الرسمية).